# Raad voor Dierenaangelegenheden
De Raad voor Dierenaangelegenheden (RDA) is een raad van deskundigen die op verzoek van de minister van Landbouw, Natuur en Voedselkwaliteit (LNV) en op eigen initiatief complexe, diergerelateerde beleidsvraagstukken bespreekt. Het resultaat van deze besprekingen heet een zienswijze. De zienswijzen van de Raad zijn in eerste instantie gericht aan de minister van LNV, maar bevatten vaak ook aanbevelingen voor andere betrokkenen. De raad bestaat uit wetenschappers en deskundigen, de huidige voorzitter (anno 2020) is Jan Staman.

## Historie
De Raad voor Dierenaangelegenheden werd in 1993 opgericht als adviesraad voor het Nederlandse ministerie van Landbouw, Natuurbeheer en Visserij (LNV). Hij geeft adviezen betreffende dierenwelzijn,  diergezondheid en  biotechnologie aan de minister van LNV. In 2008 werd de Raad omgevormd van een overlegplatform voor organisaties in de dierhouderij naar een expertpanel van onafhankelijke deskundigen. In 2018 bestond de raad 25 jaar, naar aanleiding van dit jubileum werd het boek 'Welzijn en ongemak De raad voor Dierenaangelegenheden' uitgebracht.

## Samenstelling en werkwijze
De Raad voor Dierenaangelegenheden (RDA) bestaat uit maximaal 50 raadsleden. Alle raadsleden hebben op persoonlijke titel, zonder last of ruggespraak zitting in de Raad. De RDA komt tweemaal per jaar plenair bijeen. De voorzitter van de Raad is sinds 2017 mr. drs. Jan Staman.
De zienswijzen van de Raad worden voorbereid door werkgroepen van vijf tot tien raadsleden, eventueel aangevuld met externe experts. De opzet en het eindresultaat worden ter beoordeling aan de voltallige Raad voorgelegd. Een zienswijze is dan ook nadrukkelijk een product van de gehele RDA. De zienswijzen van de Raad zijn gebaseerd op de meest recente wetenschappelijke en maatschappelijke ontwikkelingen en hebben betrekking op het beleid ten aanzien van alle dieren - gehouden, nietgehouden, hobby-, gezelschaps-, productie- en proefdieren. 
Het doel van de Raad is het bij elkaar brengen van wetenschap, praktijk en politiek om tot maatschappelijk breed gedragen dierbeleid te komen.